# THE DETECTIVE STORY
THE DETECTIVE STORY（探偵物語（たんていものがたり））は、『加トちゃんケンちゃんごきげんテレビ』の前半パート（約25分）に放送された加藤茶と志村けんが探偵に扮するコメディドラマであり、同番組を代表するメイン企画である。

## 概要
松田優作が主演した『探偵物語』のオマージュとなっている。オープニング曲は志村と親交の厚い柳ジョージが起用され、メイン音楽はたかしまあきひこが担当した。
探偵2人が仕事やトラブルに巻き込まれた中で繰り広げられるギャグ要素を多分に盛り込んだコメディであり、コントのような展開を繋ぎつつ約25分全体で1話となるドラマストーリーとなっている。
放送当時はバブル景気まっただ中で、巨額の制作費が投入された非常に豪華な作りとなっており、たった10秒のシーンのためにエキストラを200人起用したり、500食分の弁当、フランス料理をひっくり返したり、ハリウッド映画顔負けのカースタントを織り込んだカーチェイス、ヘリチェイスや爆破といったシーンをも撮影した。ゲストに第1回の丹波哲郎をはじめとして大物俳優・タレントが多く出演し、小泉今日子やシブがき隊など人気アイドルや後述のロバート・イングランドやレスリー・ニールセンのようなハリウッド俳優を出演させたりした。カーチェイスシーンも含め、ほとんどの撮影は緑山スタジオ・シティで行われた。
稀にではあるが女性のヌードを流したり、女性のスカートの中にカメラを入れて撮影したり、前番組『8時だョ!全員集合』の時のように物を壊したり、食べ物を粗末にするシーンが多かったため、小中学生に大人気だったものの親には不評であり、子供に見せたくない番組の上位に必ずランクインしていた。
なお加藤は志村の事を名字で呼んでいるが、志村は殆どの場合加藤を「おまえ」「にいちゃん」等代名詞で呼んでいた（加藤は志村の芸歴・学年的な先輩にあたり、志村の自著『変なおじさん』では「加藤さん」と呼んでいる）。
夏の時期には第24回、第81回など、ホラー系の作品もあった。いずれも当時最新の技術を駆使し、本物のホラー映画に匹敵する怖さの作品となっている。ホラー映画『エルム街の悪夢』のフレディ・クルーガーを演じたロバート・イングランドがフレディ役でゲスト出演したこともある。
このドラマから、志村の名ギャグ「だいじょうぶだぁ」が生まれ、当番組・当ドラマの放送と並行してフジテレビ系でショートコント主体の『志村けんのだいじょうぶだぁ』が開始された。
劇中では加藤が自動車の運転を担当し、志村は助手席に座るが、これは実際に志村が運転免許を所有していないことに由来する。だが1986年5月17日放送では、志村がちり紙交換アルバイトのため軽トラの三菱・ミニキャブを運転していたり、同年7月19日放送では赤のホンダ・クイントのマニュアル車を志村が運転、加藤が助手席に座るシーンがあるなど、初期は志村も運転免許を所有している設定だったと思われる。1990年6月30日放送では、雑誌の記事に触発された志村が運転免許を取るため、自動車教習所に通う描写が見られるなど、当初から運転免許を持っていない、というキャラクターに変更されている。ちなみにこの回では、志村は鬼教官役の伊東四朗と口論の末喧嘩したり、教習所内のＳ字クランクを我が物顔で暴走したり、緊張のあまり教習車である日産・ブルーバードのサイドブレーキやルームミラーを破壊したりして教習所を辞めてしまい、見かねた加藤が白いトヨタ・スターレットのオートマチック車を用意、駐車車輌のトヨタ・クラウンタクシーに擦ったり、坂道でサイドブレーキを引き忘れたためスズキ・セルボに後部から衝突させながらも加藤の個人レッスンで免許取得一発合格を目指すストーリーとなっている。

### ストーリー
「迷」探偵の加藤と志村は、住居も兼ねたマンションの一室で探偵事務所を開いている。謎の人物「ボス」からの「私だ」という声で切り出される電話によって、今日も事件が始まる。
というのが基本プロットだが、回によって大まかに以下の内容に分別される。

#### 仕事編
探偵としての仕事がある場合、「ボス」からの電話のあとに依頼者が事務所を訪れ依頼するか、あるいはたまたま出会ったゲストの相談に乗って一肌脱ごうとする。依頼内容によっては高額の報酬が約束されることもあるが、大抵は命の危険が伴う、大変な消耗を強いられるなどまともでない仕事である。事件解決するどころか混乱に拍車をかけるか、命からがら逃げ出すところで終わるパターンも多い。また「ゲストヒロインが抱える問題の解決に挑む」回では加藤・志村やヒロインの思いついた奇想天外な案の空想（ないし実験・挑戦）シーンが登場し、殆どが諸事情（現実的に無理がある、2人の内1人だけいい思いをして片方に攻撃される等）でボツにされる展開が定番となっていた。また、ヤクザに身ぐるみを剥がされ全裸となった2人が街を前を隠しながら徘徊し女性が悲鳴を上げサラリーマンが驚愕している姿が写され、無人の事務所の机に新聞が置かれ「探偵を名乗る男2人街を全裸で歩き猥褻物陳列罪で即刻逮捕」の見出しにふざけた顔をしている加藤と志村の写真が大見出しで掲載されて終わるというパターンもあった。ただし、麻薬組織の摘発・壊滅に協力し、「二人組の探偵大活躍」という見出しの記事が新聞に掲載された、というハッピーエンドの作品もある。

#### アルバイト編
探偵としての依頼もなく、生活費の工面から多くの場合アルバイトをすることになる。が、その場を滅茶苦茶にして即解雇のパターンが多い。

#### 日常編
仕事がなく、暇つぶしにパチンコや居酒屋に足を運んだら何らかのトラブルに巻き込まれる。あるいは妄想に終始する。

#### 実験編
加藤と志村がタイムマシンやスパイ道具などいろんな発明をして実験を行うが、大抵の場合に失敗に終わるか何らかのトラブルに巻き込まれる。

#### シチェーション編
加藤と志村が江戸時代や中世期の人物に扮して物語が展開されるという、探偵物語の本筋とはまったく無関係の話が作られたこともあった。

## キャラクター
- スイカマン

1986年6月28日放送回に登場。スイカの食い過ぎで志村が変身した怪人。スイカを大量に食べた志村が精神に変調をきたし病院に行くと全身にスイカの種が寄生しており、この種が発芽し志村は「ポラボー!」などと奇怪なうめき声を発しつつ大変な苦痛を味わいながら時間をかけて変身した。口から種を吐き出し人間や動物をスイカ人間にする能力を持つ。揚げ玉、海老天攻撃に弱い(食い合わせにちなんでいる)。多数の人間と犬（ラブラドール・レトリバー）一匹をスイカ人間・犬にした。塩が好物。最終的に塩で誘い出されて捕獲され、ベッドに縛りつけられた挙句女性霊能者に呪文とともに天かす・海老天を何度もぶつけられ元の姿に戻る。スイカ畑や墓場からもスイカ人間を誕生させ、放送回のエンディングではそのシーンがハイライトとして放映された。
- ハエ男

1987年8月1日放送回に登場。加藤があんまんを食べ残しておいていたところそこにハエがたかった。それを知らないまま志村が食べたところ変身してしまった怪人。巨大化し東京都内で大暴れした。フジテレビにて裏番組として放送された「ウッチャンナンチャンのやるならやらねば!」にも同名のキャラクターが登場しているが、関連性はない。
- マツタケマン

1987年11月14日放送回に登場。志村が密かに栽培していたマツタケを加藤が無断で食べてしまい、それを知った志村が怒りのあまりマツタケの被り物をした自称正義の味方の変質者に変身した。頭からマツタケミサイルが出る。時期外れに登場するとしなびていて弱く、腰も低い。志村がマツタケを栽培していたケースの蓋は施錠されていたが底がなかったため、加藤がケース自体を持ち上げると、マツタケの植木鉢が現れた。BGMにはマイケル・ジャクソンの「バッド」が使用され、曲に合わせて志村が踊って「Who's Bad」と言いつつ登場した。
- 人面ネズミ・ネコヘビ

1990年4月7日放送回に登場。人面ネズミは人の顔をしたネズミで、ネコヘビに食べられてしまう。ネコヘビは猫の頭をしたヘビで、抵抗するも最後は志村に振り回されて死んでしまう。小学生・低年齢層を恐怖に落とし入れたリアルな映像は放送当時では珍しいコンピュータグラフィック技術を使って製作され、メイキング編でも紹介された。
- フレディ・クルーガー

1990年5月5日放送回に登場。『エルム街の悪夢』シリーズの名キャラクター。ガラスを長い爪で引っ掻く(その不快な音で加藤と志村が悶え苦しむ)、襲うために追いかけてきたと思ったら実は便意をもよおしてトイレに駆け込むなどコメディシーンも演じ、ヒゲダンス(志村が投げた果物を爪に刺してキャッチ)にも挑戦した。最後は爪に落雷を受け溶解して死んでしまう。ロバート・イングランドが演じ、エンディングでは素顔のイングランドの姿とともに、彼がフレディへと変化するメイク作業が紹介された。
- 原始時代の動物達

1990年9月15日放送回に（9種が）登場。タイムマシンで原始時代にタイムスリップした加藤と志村を振り回した。映像は（加藤と志村、及び原始時代と共に）アニメーションで描かれた。
- - 始祖鳥

加藤と志村の気配に気づき、逃げていった。
- - ブロントサウルス（2匹）

1匹目は加藤と志村が自分の背中に乗った為、振り下ろしたついでに追い掛け、押し潰した。2匹目はイクチオサウルスから逃げる加藤と志村を自分の頭に乗っけたついでに遠くまで飛ばした。
- - プテラノドン（4匹）

1匹・2匹目は普通に飛んでいて。3匹目はトンボを食べようとした。4匹目は自分の卵を目玉焼きにした加藤と志村を捕らえたが、志村のおならで撃退された。
- - イクチオサウルス（5匹）

プテラノドン（4匹目）を撃退して池に落下した加藤と志村を睨みつけた（その内の1匹目は水面からジャンプした）。
- - ステゴサウルス

ブロントサウルス（2匹目）に飛ばされた加藤と志村を野球ボールのように飛ばした。
- - パラサウロロフス（2匹）

ステゴサウルスに飛ばされた加藤と志村をティラノサウルス（1匹目）とトリケラトプスと一緒にキャッチボールのように遊びまくった。
- - ティラノサウルス（2匹）

1匹目はパラサウロロフスとトリケラトプス一緒にキャッチボールのように遊びまくり。2匹目は加藤と志村を食べようとした原始人達が付けた火を小便で消した。
- - トリケラトプス

パラサウロロフスとティラノサウルス（1匹目）と一緒にキャッチボールのように遊びまくった。
- - 原始人達

飛ばされてきた加藤と志村を先住民の如く、食糧として追い掛け回すが、最後は加藤と志村が現代へ戻った為、取り逃がす。体が鋼鉄のように硬い。長老は加藤曰くいかりや長介に似ているとの事。
- フランク・ドレビン刑事

『裸の銃を持つ男』シリーズのキャラクター。レスリー・ニールセンが演じ和気藹々としたコントを競演した。来日中に誕生日を迎え本編収録後に誕生日ケーキを送られて祝福された場面がエンディングに放送された。ちなみに、フジテレビ系『志村けんのだいじょうぶだぁ』SPにもゲスト出演し刑事コント等をした。
- カメライオン
- カマキリ男

## ギミック
- どこへ行ってもやくざ

かなり多くの回で使われたギミックで、文字通りどこの屋内に入っても極道しか居ない。一回丸々の時と合間のショートコントとして使われることがある。
- 「だいじょうぶだぁ教」

志村が番組内で始めた「宗教」。三つ又に改造したうちわ太鼓を三つ又の撥で打ち鳴らしながら、独特の節回しで「（デ・デンッ・テン）だぁいじょうぶだぁ（デ・デンッ・テン）ウェ!ウェ!ウェ!」と唱え、信者（多くはゲスト）が同じ節を復唱する。年々下品な発音になるこの節をゲストに復唱させ、特にゲストが若い女性の場合恥ずかしがって復唱できない様子が笑いの種にされた。後に同じ三つ又の「だいじょうぶだぁ太鼓」なる団扇太鼓も発売された。第80回「空飛ぶハエ男─パパドントフライの巻」ではハエ男が本当に志村かどうかを見極めるために、ハエ男の前で加藤たちがこのオツトメを試みるシーンもある。後日このネタをタイトルにした『志村けんのだいじょうぶだぁ』がフジテレビで放送された。
- 『8時だョ!全員集合』で使用されたギャグの流用

頻繁に見られた。特に金ダライは“ドリフギャグ≒金ダライ”の図式を確立したまま何度も使われた。女性ゲストの自宅（セット）に招かれた際、レコードをかけたとたん盆回りが流れ出した事もあった。
- 調律の合っていない楽器

ゲストと共同で琴・チェロ・ピアノを演奏するが志村のみ音程が合っておらず、加藤とゲストに突っ込まれる、やがて逆上した志村と交代した加藤とゲストが演奏するたびに海苔缶の蓋やスリッパで叩かれる、特にゲストの場合は一斗缶や金槌、バケツで水を掛けられる。
- ハワイ旅行当選

志村がハワイ旅行に当選するが、パスポートを持っていなかったため出国できず、高田馬場から加藤に電話しラジカセでハワイアンを流すなどしてハワイにいるかのように装った。数日で事務所に戻りハワイ土産として「ハワイ」と書かれた木刀を加藤に渡すもののバレてしまい、パスポートについて無知な発言をした挙句ボスから「ハワイには木刀はない」とツッコまれた。
- 豆まきから戦争

2月の節分のときに2人が豆まきをするが、どちらともなく“思いっきりぶつけられた”ということから喧嘩になり、豆一人握り分→豆入れ物ごと→納豆→ボールと投げるものが次第にエスカレートしていき、やがて映画『ランボー』のような戦いへと発展していく。また、前座のショートコントでは、本コーナーのアニメ版が製作放映されたこともあった。
- 道路工事

加藤と志村が工事現場でターゲットの行方を訊ねる。加藤と志村が話し始めると工事が開始され、話すのを止めると工事も止まる。
- VIPに質問

末期。加藤と志村がブッシュ大統領、フセイン大統領などのVIPにターゲットの行方を訊ねる。ブッシュ、フセインは本人の映像が使用された。
- アニメ

犬（加藤）と猫（志村）という『トムとジェリー』風のキャラになった志村と加藤が、起床後の朝食を巡り大喧嘩した後に、たまたま見かけたメス猫に一目ぼれし、奪い合いの喧嘩となり、最後は工場に保管されていたダイナマイトが爆発し二人は黒焦げになる。

## オープニングテーマ
- いずれも、歌唱は柳ジョージが担当した。

『タイトロープ -闇に響く声-』（初代）
作詞：トシ・スミカワ／作曲：柳ジョージ／編曲：本多俊之
初期はイントロが長かった。
『STAY -ボトルネックが泣いている-』（2代目）
作詞：田口俊／作曲：斉藤恵／編曲：平野孝幸
この時のオープニングではタイトルに「THE INCOMPLETE WORKS」が付け加えられていた。
加藤と志村が無線機を持っているシーンは#126より流用、なお#126のOPは全編ゲストの尾行シーンに出演者テロップをかぶせた。
『OLD FASHIONED LOVE SONG』（3代目）
作詞：葉庭敏貫／作曲：柳ジョージ／編曲：平野孝幸
『Woke up this Morning』（4代目）
作詞：竹本聖／作曲：柳ジョージ／編曲：岡沢敏夫

## 放送リスト
（×は故人） 

### 1986年
| サブタイトル・ゲスト | サブタイトル・ゲスト | サブタイトル・ゲスト                                   | サブタイトル・ゲスト | サブタイトル・ゲスト | サブタイトル・ゲスト |
| 回                   | 放送日               | サブタイトル                                           | ゲスト | 演出                 | 特記事項 |
| -------------------- | -------------------- | ------------------------------------------------------ | --- | -------------------- | --- |
| 1                    | 1月11日              | 本日開幕!何が飛び出すか?気分は有頂天                   | 丹波哲郎（二役）×、岸本功 |                      | |
| 2                    | 1月18日              | 探偵志望サダ坊?今日子にフォーカス?                     | 定岡正二・小泉今日子（本人役） |                      | |
| 3                    | 1月25日              | 美人妻はどこへ?尾行大作戦                              | 小松政夫×、美保純、定岡正二、かわいのどか、岡崎夏子、小池幸次、山川弘及、千葉茂、横尾三郎 |                      | |
| 4                    | 2月1日               | ホスピタル・スキャンダル                               | 篠田三郎・麻丘めぐみ |                      | |
| 5                    | 2月8日               | なんてったって小悪魔!!岸本加世子登場                   | 岸本加世子 |                      | |
| 6                    | 2月15日              | 組長の娘誘拐さる                                       | |                      | |
| 7                    | 2月22日              | セーラー服通り!!                                       | |                      | タイトルは、同年にTBS系列で放映された同名ドラマから引用。 |
| 8                    | 3月1日               | 世紀の天才科学者?谷博士が危ない                        | 谷啓× |                      | |
| 9                    | 3月8日               | 知世ちゃんを守れ!TV局大混乱                            | 原田知世・荒井注× |                      | |
| 10                   | 3月15日              | 玉三郎がライバル                                       | |                      | |
| 11                   | 3月22日              | 有名ブランド大好き事件                                 | |                      | |
| 12                   | 3月29日              | ホスピタル・スキャンダル2                              | シブがき隊・岡田有希子×・藤岡琢也× |                      | 翌週は新春スペシャル「ゴジラ」のため休みだが、同日のクイズダービーに番組として出演。 |
| 13                   | 4月12日              | うちの寺に限って大事件                                 | |                      | タイトルは、TBS系列で放映されたドラマ『うちの子にかぎって…』をもじったもの。 |
| 14                   | 4月19日              | やさしい子育て事件・なぜか突然欽ちゃん登場             | 萩本欽一 |                      | |
| 15                   | 4月26日              | 私がGメンだなんて誰にも言わないでね事件                | |                      | |
| 16                   | 5月3日               | あこがれの七人の刑事                                   | |                      | |
| 17                   | 5月10日              | ビューティーサロン大パニック巨編                       | |                      | |
| 18                   | 5月17日              | カトケンのフロムC?あるバイトで食いつなげの巻           | |                      | |
| 19                   | 5月24日              | ホテル潜入大サスペンス巨編                             | 中島久之 |                      | |
| 20                   | 5月31日              | いきなりタイムスリップしちゃった事件                   | |                      | タイムマシンが登場する。 |
| 21                   | 6月7日               | ロッキー5・ケンちゃん炎の同情                          | 具志堅用高、渡嘉敷勝男、門根雅美 | 高橋利明             | タイトルは、前年に公開された映画『ロッキー4/炎の友情』から引用。ちなみに、本家の『ロッキー5』は、当放送から約4年後の1990年に公開された。 数少ない明確なハッピーエンドの作品。後に傑作選でも放映。 |
| 22                   | 6月14日              | ストップ・ザ・落選記録・選挙大作戦                     | |                      | |
| 23                   | 6月21日              | カトケンの迷走地図?豪邸潜入大作戦                      | |                      | |
| 24                   | 6月28日              | 60分探偵スペシャルSF死霊のスイカ・加トケン最大の危機!! | 多岐川裕美（志村を診察する医師役）・加藤寛（学者役）× |                      | スイカマン登場。DVD版では一部シーンカット。 |
| 25                   | 7月5日               | 銀河テレビ笑説・恋人たちのカフェテラス                 | |                      | タイトルは、NHK総合テレビで、放映された夜の帯ドラマ番組「銀河テレビ小説」をもじったもの。 |
| 26                   | 7月12日              | 土曜サスペンス劇場・爆笑!?夜歩く人妻                   | 香山美子 |                      | タイトルは、日本テレビで放映された2時間ドラマ番組「火曜サスペンス劇場」をもじったもの。 DVD収録。                                                                                                 |
| 27                   | 7月19日              | ヤッちゃんの日─愛と感動の闘病日記?                     | |                      | |
| 28                   | 7月26日              | 遊びの裏技全開・出た・究極の三味線三姉妹               | 山村聰× |                      | |
| 29                   | 8月2日               | 三ツ矢旅館大攻防戦・悩殺黒タイツ作戦                   | 三ツ矢歌子× |                      | |
| 30                   | 8月9日               | 暑中あるバイトは電撃破壊大作戦?                        | あおい輝彦(小説家役) 平泉成 |                      | |
| 31                   | 8月16日              | ビーバップお化け屋敷・指輪探してもらいますの巻         | 萬田久子・少女隊 |                      | |
| 32                   | 8月23日              | 激突マッドマックス・嵐のサンダードーム?                | 石川秀美 |                      | |
| 33                   | 8月30日              | ラストサマーは死霊の家で                               | |                      | |
| 34                   | 9月6日               | 必殺・浮世のウラミはらしますの巻                       | |                      | |
| 35                   | 9月13日              | 亀・体験物語─女子大生恐怖の別荘地?                     | ハナ肇× |                      | タイトルは、TBS系列で放映されたドラマ『夏・体験物語』をもじったもの。 |
| 36                   | 9月20日              | 美女がズラリ・高級クラブで犯人探し?                    | |                      | |
| 37                   | 9月27日              | 秋祭り前夜・探偵物語豪華傑作2本立て                    | |                      | ロッキー炎の同情編 麻薬Gメン編 |
| 38                   | 10月4日              | 探偵物語スペシャル・SF?透明ケンちゃん                  | 大竹しのぶ・竹下景子、久保晶、矢野泰子、沢柳廸子、岡崎夏子、川島めぐみ、倉田ひろみ、大川忍、あきよし杏子 | 松田幸雄             | |
| 39                   | 10月11日             | 痛快・ラーメン通り地獄のグルメ戦争編                   | |                      | タイトルは、TBS系列で放映されたドラマ『痛快!OL通り』をもじったもの。 |
| 40                   | 10月18日             | 銭湯乗っ取り大パニック巨編                             | |                      | |
| 41                   | 10月25日             | 大スペクタクル巨編ガソリンスタンド大爆発?              | 荒井注×・江木俊夫・轟二郎×・ストロング金剛×・榎木兵衛×・三重街恒二・若尾義昭・八名信夫・関山耕司×・丹古母鬼馬二・真砂皓太・田原あると・牧田正嗣×・おやま克博「痛快!OL通り」:可愛かずみ×、中島唱子、宮崎萬純、長塚京三、本間優二、杉原光輪子ほか |                      | |
| 42                   | 11月1日              | 見たぞ爆笑青春スターの神髄                             | 渡辺徹× |                      | |
| 43                   | 11月8日              | 自由を我らに?ケンちゃん炎の人生哲学                    | 沢田研二・高木ブー（警備員役）・杉浦幸 |                      | |
| 44                   | 11月15日             | 女子大生・アブナイひとり暮らし事件?                    | 伊藤つかさ・浅香唯・細川たかし |                      | |
| 45                   | 11月22日             | 今度は戦争だ・フランス料理で仲直り?                    | |                      | ボスからフランス料理のフルコースがプレゼントされた。大量のフランス料理をひっくり返す演出が問題となった。                                                                                          |
| 46                   | 11月29日             | 一触即発・ニトログリセリン輸送大作戦                   | 柴俊夫（運送会社社長役）・長山洋子・水谷麻里 |                      | |
| 47                   | 12月6日              | ポルターガイスト?物が飛びます飛ばせます?の巻           | |                      | |
| 48                   | 12月13日             | ホスピタルA・出た超激辛病院                            | 早乙女愛×・小泉今日子・島田奈美 |                      | |
| 49                   | 12月20日             | 年末傑作特集PART1                                      | |                      | カーチェイス編、ゲスト笑場面集、舞台裏が公開された。 |
| 50                   | 12月27日             | 年末傑作特集PART2                                      | |                      | SF死霊のスイカ・加トケン最大の危機!!、ゲストの素顔、NG特集が公開された。 |

### 1987年
| サブタイトル・ゲスト | サブタイトル・ゲスト | サブタイトル・ゲスト                                                                        | サブタイトル・ゲスト | サブタイトル・ゲスト                                                                             | サブタイトル・ゲスト |
| 回                   | 放送日               | サブタイトル                                                                                | ゲスト | 特記事項                                                                                         |                      |
| -------------------- | -------------------- | ------------------------------------------------------------------------------------------- | --- | ------------------------------------------------------------------------------------------------ | -------------------- |
| 51                   | 1月3日               | 探偵物語新春豪華版─喜劇・雪の温泉宿                                                         | 沢口靖子（温泉旅館の仲居役）・落合博満（泥棒役）・国広富之・江波杏子（居酒屋のおかみ役）× 久保晶（温泉旅館の番頭役）・田村元治・春江ふかみ・秋月喜久枝・青木和代・桑名正輔・山下一夫・しのざき美知・阪部芳好・雨宮久美子・南エミ |                                                                                                  |                      |
| 52                   | 1月10日              | 霊幻道路工事?ボクの金庫に手を出すな                                                         | 星由里子× | タイトルは、前年に公開された映画『霊幻道士』及び『ボクの女に手を出すな』をもじったもの。         |                      |
| 53                   | 1月17日              | 動物園大パニック                                                                            | |                                                                                                  |                      |
| 54                   | 1月24日              | 大笑い・ザ・他人の不幸?の巻                                                                 | 吉幾三（酔っ払い役）・江木俊夫 |                                                                                                  |                      |
| 55                   | 1月31日              | 造り酒屋だ引っ越しだ・あるバイト巨編                                                        | 伊藤かずえ |                                                                                                  |                      |
| 56                   | 2月7日               | 激突!!ヘリチェイス前編・知りすぎていた男!?の巻                                              | 南野陽子・水谷麻里 | DVD収録                                                                                          |                      |
| 57                   | 2月14日              | 激突!!ヘリチェイス後編・北北西に珍路をとれ!?の巻                                            | 柏原芳恵・細川たかし | DVD収録                                                                                          |                      |
| 58                   | 2月21日              | 爆笑・恐怖の呉服屋・着物の陰に誰かいる                                                      | |                                                                                                  |                      |
| 59                   | 2月28日              | 僕のお嬢さま─ケンちゃんの愛情物語                                                           | |                                                                                                  |                      |
| 60                   | 3月7日               | ロンリーアジフライ?食堂大混乱                                                               | | タイトルは、レベッカの楽曲「LONELY BUTTERFLY」をもじったもの。                                   |                      |
| 61                   | 3月14日              | 春のグラビア撮影でおじゃる?                                                                 | 根本律子 |                                                                                                  |                      |
| 62                   | 3月21日              | 春・体験物語・露天ぶろでギャー?の巻                                                         | 小泉今日子 (本人役).すわ親治 | タイトルは、TBS系列で放映されたドラマ『夏・体験物語』をもじったもの。                            |                      |
| 63                   | 3月28日              | 大丈夫だぁーは心の糧でございます!?                                                          | 荻野目洋子・相楽晴子 | この回から、だいじょうぶだぁ教が登場した。 DVD収録                                               |                      |
| 64                   | 4月11日              | 探偵今昔物語─日本舞踊殺人事件?の巻                                                          | | 前週は春休み特別ロードショー「幽霊道士」のため休み                                               |                      |
| 65                   | 4月18日              | 大スター若山富三郎の付き人でおじゃる                                                        | 若山富三郎× |                                                                                                  |                      |
| 66                   | 4月25日              | 悩殺ザ・ニンジャ─美人姉妹とからくり屋敷?                                                    | |                                                                                                  |                      |
| 67                   | 5月2日               | 渋滞36キロ・迫るヤッちゃん逃げて入院                                                        | 間下このみ |                                                                                                  |                      |
| 68                   | 5月9日               | 007/竜宮城より愛をこめて?の巻                                                               | | タイトルは、映画『007 ロシアより愛をこめて』をもじったもの。                                     |                      |
| 69                   | 5月16日              | コツより簡単?禁断の尼寺(秘)潜入日記                                                         | |                                                                                                  |                      |
| 70                   | 5月23日              | 弁当屋大パニック・恐怖のオニギリ責め                                                        | |                                                                                                  |                      |
| 71                   | 5月30日              | ヤッちゃんの巣の上で─居酒屋大混乱編                                                         | |                                                                                                  |                      |
| 72                   | 6月6日               | パニック・イン・ミュージアム─なんでもあり?の巻                                              | 森恵・原田ゆかり |                                                                                                  |                      |
| 73                   | 6月13日              | 下水道の中の懲りない面々?の巻                                                               | | タイトルは、安部譲二の小説『塀の中の懲りない面々』をもじったもの。                               |                      |
| 74                   | 6月20日              | 恐怖・暗くなるまで持てないダンプ?                                                           | |                                                                                                  |                      |
| 75                   | 6月27日              | 不詳                                                                                        | | おもしろビデオ祭り コントの有無不明。                                                            |                      |
| 76                   | 7月4日               | きょう客列伝─ヤッちゃん大爆発・飛んでもらいます                                             | |                                                                                                  |                      |
| 77                   | 7月11日              | はげ、ときどき殺人─忍びよる魔の毛?                                                          | | タイトルは、赤川次郎原作の映画『晴れ、ときどき殺人』をもじったもの。                             |                      |
| 78                   | 7月18日              | 対決おとこの美学・勝負になりましぇん                                                        | |                                                                                                  |                      |
| 放送無               | 7月25日              | 不詳                                                                                        | | 野球中継のため中止と当日新聞に記載。                                                             |                      |
| 79                   | 8月1日               | 空飛ぶハエ男─パパドントフライの巻                                                           | 香坂みゆき・中山美穂×・森高千里 | ハエ男登場。                                                                                     |                      |
| 80                   | 8月8日               | 夜にも不気味なアメージングストーリー                                                        | 小野みゆき | タイトルは、アメリカのオムニバスドラマ『世にも不思議なアメージング・ストーリー』をもじったもの。 |                      |
| 81                   | 8月15日              | 恐怖の四十八手・あの手この手が迫ります?                                                     | 小野みゆき・伊藤美紀・武山あきよ |                                                                                                  |                      |
| 82                   | 8月22日              | 夏休み傑作特集①                                                                             | | 「ヘリチェイス」を再放送。                                                                       |                      |
| 83                   | 8月29日              | 夏休み傑作特集②                                                                             | | 「大丈夫だぁーは心の糧でございます!?」を再放送。                                                 |                      |
| 84                   | 9月5日               | 異常気象でピチピチちゃぷちゃぷランランラン                                                  | 酒井法子・大島智子・細川たかし | 事務所が大洪水になるギミックが使用された。 DVD収録。                                             |                      |
| 85                   | 9月12日              | スポーツの秋・太え野郎だロッカー荒らし?                                                     | |                                                                                                  |                      |
| 86                   | 9月19日              | 新日本奇行─ケンちゃん故郷へ帰るの巻                                                         | |                                                                                                  |                      |
| 87                   | 9月26日              | 逃げ口上'87恐怖のスタントマン?の巻                                                          | |                                                                                                  |                      |
| 88                   | 10月3日              | 純文学ミステリー!?芥川賞と伊豆の宿!の巻                                                     | 柄本明・榊原郁恵 | DVD収録。                                                                                        |                      |
| 89                   | 10月10日             | 暗闇でパンツ─あんでこーなるの?の巻                                                          | 金沢碧 |                                                                                                  |                      |
| 90                   | 10月17日             | 本格推理ドラマ・マツタケ家の人々の巻                                                        | 荻野目洋子 |                                                                                                  |                      |
| 91                   | 10月24日             | ヤッちゃんに乾杯─爆笑・やるっきゃないもん?の巻                                              | 富田靖子・長山洋子 |                                                                                                  |                      |
| 92                   | 10月31日             | 必殺カケシ人・地上げてごらん僕の土地を?                                                     | | タイトルは、ドラマ『必殺シリーズ』と坂本九の楽曲「見上げてごらん夜の星を」をもじったもの。       |                      |
| 93                   | 11月7日              | 悲運?命短し恋せよケンちゃんの巻                                                             | 根上淳（医師役）×。 |                                                                                                  |                      |
| 94                   | 11月14日             | 酒と涙と男と女とマツタケマン?の巻                                                           | シブがき隊 | マツタケマン登場。 タイトルは、河島英五の楽曲「酒と泪と男と女」をもじったもの。                  |                      |
| 95                   | 11月21日             | この日の放送分は特別内容として加藤の結婚式を独占生中継したため、THE DETECTIVE STORYは休止。 | |                                                                                                  |                      |
| 96                   | 11月28日             | 爆笑大脱走─ローヤに向かって走れの巻                                                         | 松崎しげる・立花理佐 | タイトルは、吉田拓郎の楽曲「明日に向って走れ」をもじったもの。                                   |                      |
| 97                   | 12月5日              | 暴走無人車─迷車珍車が勢ぞろい?の巻                                                          | |                                                                                                  |                      |
| 98                   | 12月12日             | 爆笑老探偵物語─あんの事件だゃ?の巻                                                          | 西村知美 |                                                                                                  |                      |
| 99                   | 12月19日             | 100回記念・傑作特集①                                                                        | | 「SF巨編・透明ケンちゃん出現」 「フランス料理大混乱編」                                          |                      |
| 100                  | 12月26日             | 100回記念・傑作特集②                                                                        | | 「ロッキー5ケンちゃん炎の同情」 「逆夢正夢爆笑夢物語編」                                         |                      |

### 1988年
| サブタイトル・ゲスト | サブタイトル・ゲスト | サブタイトル・ゲスト                                                               | サブタイトル・ゲスト                                                                    | サブタイトル・ゲスト | サブタイトル・ゲスト |
| 回                   | 放送日               | サブタイトル                                                                       | ゲスト                                                                                  | 特記事項 |                      |
| -------------------- | -------------------- | ---------------------------------------------------------------------------------- | --------------------------------------------------------------------------------------- | --- | -------------------- |
| 101                  | 1月2日               | 探偵物語新春長編スペシャル─爆笑みの虫ケンちゃん・初もうで(秘)大作戦?の巻           | 山本みどり・南野陽子                                                                    | |                      |
| 102                  | 1月9日               | お嬢様の爆笑カーチェイス─おシリだって笑って欲しい?の巻                             | 戸川純（良家のお嬢様役)・すわ親治                                                       | タイトルは、戸川がCM出演したTOTO・ウォシュレットのキャッチコピー「おしりだって洗ってほしい」をもじったもの。 |                      |
| 103                  | 1月16日              | 見栄アルバイト講座─極楽サウナの巻                                                  |                                                                                         | |                      |
| 104                  | 1月23日              | めぎつねコンコン?オン・ザ・ランの巻                                                |                                                                                         | タイトルは、BARBEE BOYSの楽曲「女ぎつねon the Run」をもじったもの。 |                      |
| 105                  | 1月30日              | あそこが知りたい・サンプル工場爆笑女子寮編                                         | 左とん平×                                                                               | |                      |
| 106                  | 2月6日               | ワタシをスキーに連れてってちょんまげ                                               |                                                                                         | タイトルは、前年に公開された映画『私をスキーに連れてって』をもじったもの。 |                      |
| 107                  | 2月13日              | アダルト笑劇場─やっちゃんぽいの好きの巻                                            | 清水ひとみ                                                                              | タイトルは、黒木香主演のアダルトビデオ『SMぽいの好き』をもじったもの。なお、 ストリップ劇場を舞台としたネタのため、この回は特に、女性の入浴シーンやストリップシーンなどが何分間にもわたって放送された。放送直後から、TBSの電話回線が麻痺するほどの抗議電話があり、翌朝の朝日新聞（東京本社最終版）にも「子ども番組で乳房チラリ TBSに親から抗議殺到?加トちゃんケンちゃん」と大きく取り上げられるほどであった。 |                      |
| 108                  | 2月20日              | 秘境探検─失われたダッフンダを求めて                                                |                                                                                         | |                      |
| 109                  | 2月27日              | 爆笑・酒と涙とモノマネと出たひさびさの大激突!?の巻                                 | 磯野洋子 コロッケ                                                                       | タイトルは、河島英五の楽曲「酒と泪と男と女」をもじったもの。 |                      |
| 110                  | 3月5日               | 愛と死を見つめてアルバイトは卒業?                                                  |                                                                                         | |                      |
| 111                  | 3月12日              | 深夜によーこそ、24時間営業大パニック                                               |                                                                                         | |                      |
| 112                  | 3月19日              | SOS・キョーフの全国指名手配?の巻                                                   |                                                                                         | |                      |
| 113                  | 3月26日              | おもしろビデオ祭り「こいつは笑える・全部新作ぜーんぶ傑作・百万円は誰の手に?」      | 早見優                                                                                  | |                      |
| 114                  | 4月2日               | 豪華版探偵物語①タイヤ騒動②家賃騒動③車でケンカ④ヤッちゃんの巣の上で                 | 轟二郎、河村久子、小沢悦子、椎名茂、青木和代、三宅悦子、加世幸市×、三井善忠、阿田川公也 | 7時半から国技館で放送 |                      |
| 115                  | 4月9日               | ご存知・ザ・決闘─新居探し(秘)大作戦                                                |                                                                                         | |                      |
| 116                  | 4月16日              | ゴリラ・パニック・運送稼業も楽じゃない?の巻                                        |                                                                                         | |                      |
| 117                  | 4月23日              | フルメタル・黒タイツ─権利書奪還作戦                                                |                                                                                         | タイトルは、映画『フルメタル・ジャケット』をもじったもの。 |                      |
| 118                  | 4月30日              | 誰かに見られてる、なんだ気のせいか                                                 | 沢田研二、相楽晴子、松居直美                                                            | |                      |
| 119                  | 5月7日               | 愛と宿命の水族館・両足骨折・泳げ加トちゃんの巻                                     |                                                                                         | |                      |
| 120                  | 5月14日              | キョーフの首なし女─千鳥足の神髄お見せします?                                       |                                                                                         | |                      |
| 121                  | 5月21日              | 脱出のすべて─お願いひとりにしないで                                                |                                                                                         | |                      |
| 122                  | 5月28日              | 日本舞踊一直線・踊りに賭ける青春?                                                  | 朝丘雪路                                                                                | |                      |
| 123                  | 6月4日               | クビしめてトゥナイト─闇夜の銃撃戦                                                  |                                                                                         | タイトルは、田原俊彦の楽曲「抱きしめてTONIGHT」をもじったもの。 |                      |
| 124                  | 6月11日              | 愛のメモリー・あなたの先祖調べます?                                                | 斉藤慶子・久保晶                                                                        | |                      |
| 125                  | 6月18日              | 18日の土曜日─それがどうしたってゆーの?の巻                                         |                                                                                         | |                      |
| 126                  | 6月25日              | 自殺志願悩殺美人教師びんびん物語の巻                                               | 斉藤慶子                                                                                | タイトルは、同年にフジテレビ系列で放映された同名ドラマから引用。 |                      |
| 127                  | 7月2日               | 探偵就職戦線本日も異状アリ?の巻                                                    |                                                                                         | タイトルは、映画『西部戦線異状なし』をもじったもの。 |                      |
| 128                  | 7月9日               | 嵐を呼ぶ宅配便・お中元は俺達に任せろ?の巻                                          |                                                                                         | |                      |
| 129                  | 7月16日              | 世紀末研究所・禁断のバイオ?                                                        |                                                                                         | |                      |
| 130                  | 7月23日              | アイスれど悲しい真夏の夜の出来心?                                                  |                                                                                         | |                      |
| 131                  | 7月30日              | 「未公開傑作おもしろビデオ全22本一挙大公開」                                       | 小泉今日子、荻野目洋子                                                                  | |                      |
| 132                  | 8月6日               | キョーフの爆笑お化け屋敷?の巻                                                      |                                                                                         | |                      |
| 133                  | 8月13日              | 母と娘と探偵のドッキリ(秘)夏物語?の巻                                              |                                                                                         | |                      |
| 134                  | 8月20日              | 夏休み傑作特集①                                                                    |                                                                                         | |                      |
| 135                  | 8月27日              | 夏休み傑作特集②                                                                    |                                                                                         | |                      |
| 136                  | 9月3日               | 敦子嬢七変化─お嬢サマのすべてお見せします?の巻                                     | 仙道敦子・浅香唯                                                                        | |                      |
| 137                  | 9月10日              | ストレス解消作戦 ヘルシーってクルシーものなのね?の巻                               | 酒井法子                                                                                | |                      |
| 138                  | 9月17日              | 超絶モテモテナイト 今夜アナタとドリーミン?の巻                                     | BaBe・高木ブー                                                                          | |                      |
| 139                  | 9月24日              | 見ごろ食べごろ下ごころミエミエ爆笑絵画教室?の巻                                    | 伊東四朗 根本りつ子                                                                     | ゲストの伊東が出演していたみごろ!たべごろ!笑いごろ!が元ネタ |                      |
| 140                  | 10月1日              | 爆破0秒前、加トちゃんケンちゃん危機一髪の巻                                        |                                                                                         | |                      |
| 141                  | 10月8日              | 「総数なんと108本・必見・おもしろビデオスペシャル」                                | 斉藤慶子・森尾由美                                                                      | |                      |
| 142                  | 10月15日             | 思わず納得!!なるほど・ザ・芸術の秋ってか!?の巻                                     | 伊東四朗 根本りつ子                                                                     | タイトルは、フジテレビ系列で放映されたバラエティー番組『なるほど!ザ・ワールド』をもじったもの。 |                      |
| 143                  | 10月22日             | ホッケの顔も3度まで?アルバイトは楽しいなの巻                                       | 城之内早苗・畠田理恵                                                                    | |                      |
| 144                  | 10月29日             | 仁義なきブドウ・山梨編・一泊二日バスツアー爆走一番星の巻                           |                                                                                         | タイトルは、映画『仁義なき戦い』をもじったもの。 |                      |
| 145                  | 11月5日              | 激突・カーチェイス 悪い奴ほどよく走る?の巻                                         | 森尾由美・柳谷寛×                                                                       | |                      |
| 146                  | 11月12日             | 純情一直線・存在の耐えられない重さ?                                                |                                                                                         | |                      |
| 146                  | 11月19日             | 珍婚さんいらっしゃい?の巻                                                          | 稲川淳二・山本みどり・柏原芳恵・荻野目洋子                                              | タイトルは、テレビ朝日系列で放映されているバラエティー番組『新婚さんいらっしゃい!』をもじったもの。 |                      |
| 147                  | 11月26日             | ヤーレン・ラーメン・ラーメンラーメンハイハイ?の巻                                  | 渡辺美奈代・森尾由美                                                                    | タイトルはソーラン節が元ネタ。 |                      |
| 148                  | 12月3日              | 三つ子の魂いつまでも?昔の格好で出てきます?の巻                                     | 島田奈美・坂本冬美                                                                      | タイトルは、小林旭の楽曲「昔の名前で出ています」をもじったもの。 |                      |
| 149                  | 12月10日             | 3周年傑作特集I                                                                     |                                                                                         | 焼肉激食男を再放送。 |                      |
| 150                  | 12月17日             | 3周年傑作特集II                                                                    |                                                                                         | |                      |
| 151                  | 12月24日             | 「おもしろビデオ年間傑作特集!!」きよしこの夜に家族で見ようおもしろビデオ傑作選の巻 | 翌週はレコード大賞のため休み                                                            | |                      |

### 1989年
| サブタイトル・ゲスト | サブタイトル・ゲスト | サブタイトル・ゲスト                                                       | サブタイトル・ゲスト | サブタイトル・ゲスト | サブタイトル・ゲスト |
| 回                   | 放送日               | サブタイトル                                                               | ゲスト | 特記事項 |                      |
| -------------------- | -------------------- | -------------------------------------------------------------------------- | --- | --- | -------------------- |
| 152                  | 1月14日              | なんと、美女とギャングがいる─ジョン?の巻                                   | 賀来千香子 | |                      |
| 153                  | 1月21日              | 抜けスズメそこのけそこのけ鶴瓶が通る?の巻                                  | 笑福亭鶴瓶・生稲晃子・中村由真 | |                      |
| 154                  | 1月28日              | 昔、昔のまた昔、牛若丸も跳びます、飛びます?の巻                            | 岡田奈々(昔話の女神・かぐや姫役)・及川ヒロオ(語り手)×                                                                                | 元ネタは坂上二郎のギャグ |                      |
| 155                  | 2月4日               | お暇なら見てよね─ノンストップ爆笑ショートコントの巻                        | 五月みどり | タイトルは、1987年にフジテレビ系列で放映された『おヒマなら来てよネ!』をもじったもの。、加トちゃんケンちゃん爆笑コントとして真剣白刃取り!?(加藤志村は以下略)チェロ演奏会(五月)武者修行は辛いのじゃ!!こよいことときはピアノで、平成元年筆おろし!?、こんな「琴」があっていいの!?(五月) |                      |
| 156                  | 2月11日              | おもしろビデオ祭り「傑作、力作、珍作が勢揃い-日本一笑えるビデオはどれだ?」 | 松本伊代 | |                      |
| 157                  | 2月18日              | もっとあぶない趣味─爆笑、意地っ張り合戦の巻                                | 立花理佐・酒井法子 | タイトルは、前年に日本テレビ系列で放映された『もっとあぶない刑事』をもじったもの。 |                      |
| 158                  | 2月25日              | わくわく老人ランド?君のヒトミに恋するケンちゃんの巻                        | | |                      |
| 159                  | 3月4日               | 白衣の誘惑?ズッコケ大東京ナンパ大作戦の巻                                  | 古尾谷雅人× 岡安由美子 | |                      |
| 160                  | 3月11日              | 加トケンvs小倉の壊せばいいってもんじゃねえだろ、の巻                       | 小倉久寛（上の階に引っ越してきた住人役）。                                                                                           | 現在この回は放送ライブラリーで視聴できる。 |                      |
| 161                  | 3月18日              | 爆笑ウルトラ大捜査線─チラノザウルスの秘密?の巻                             | | |                      |
| 162                  | 3月25日              | お笑い怪奇大作戦─大霊界より愛をこめて?の巻                                 | | 翌週は全員集合スペシャルザ・ドリフターズ結成25周年特別記念番組のため休み |                      |
| 163                  | 4月8日               | 特攻!!権利書奪回チーム－美女と一緒にもう寝ます!?の巻                       | 高木美保 | |                      |
| 164                  | 4月15日              | 追いかけて大乱戦、笑費税に待ったなし?の巻                                  | | |                      |
| 165                  | 4月22日              | 保育園に変な保父さん入れんといてやー?の巻                                  | 北原佐和子、本田理沙 | |                      |
| 166                  | 4月29日              | ピカソもムーアも驚いた?巨匠稲川淳二の華麗なる芸術?の巻                     | 稲川淳二 | |                      |
| 167                  | 5月6日               | 花のらんちょん組、飛んで火に入る赤ずきんちゃん                             | | |                      |
| 168                  | 5月13日              | 喜劇温泉旅館で教師ボロボロ物語?の巻                                        | 田原俊彦 | |                      |
| 169                  | 5月20日              | 百鬼夜行のハードブレークマンション?の巻                                    | | |                      |
| 170                  | 5月27日              | ミスターシムラの超念力・港区東八丁目の奇跡?の巻                            | | |                      |
| 171                  | 6月3日               | ある女の一生                                                               | 可愛かずみ× | |                      |
| 172                  | 6月10日              | パニック・イン・ホスピタル・看護は人のためならず?の巻                      | 中村あずさ・松本典子 | |                      |
| 173                  | 6月17日              | 出た、正義の味方スイカーマン、必殺のスイカ光線の巻                         | | |                      |
| 174                  | 6月24日              | 入門・禅寺修行あなたも正しく生まれ変わる?の巻                              | | |                      |
| 175                  | 7月1日               | 女は一生懸命?奥様のひそやかな喜び?                                         | | |                      |
| 176                  | 7月8日               | 彼氏がピザ屋に着がえたら?の巻                                              | 森次晃嗣 | タイトルは、同年に公開された映画『彼女が水着にきがえたら』をもじったもの。 |                      |
| 177                  | 7月15日              | お人形さんといっしょ?恐怖のチャイルドプレイ                                | | |                      |
| 178                  | 7月22日              | 激突・真夏のヒットエンドランの巻                                           | 酒井法子 | |                      |
| 179                  | 7月29日              | おもしろビデオ祭り「やってきましたビデオ祭り、究極のビデオはここにある     | 松本伊代 | |                      |
| 180                  | 8月5日               | 遂に登場超次元スーパーマジック-騒然、カードが瞬間移動?                     | 真野あずさ | |                      |
| 181                  | 8月12日              | 話題騒然、超次元スーパーマジック第2弾・コインが消えた                      | 伊藤智恵理 | |                      |
| 182                  | 8月19日              | 夏休み傑作特集I                                                            | | |                      |
| 183                  | 8月26日              | 夏休み傑作特集II                                                           | | |                      |
| 184                  | 9月2日               | 支配された第六感?超次元スーパーマジック再登場                              | 佐野量子・城之内早苗 | |                      |
| 185                  | 9月9日               | コインがコップをつきぬける、超次元スーパーマジック参上                     | 坂本冬美 | |                      |
| 186                  | 9月16日              | 感動オールロケ巨編帰らざる航海・前編の巻                                   | 石野真子 | |                      |
| 187                  | 9月23日              | 感動オールロケ巨編帰らざる航海・後編の巻                                   | 石野真子 | |                      |
| 188                  | 9月30日              | 汗と涙の模様変え─こんなお部屋に誰がした?の巻                               | | |                      |
| 189                  | 10月7日              | 超大作探偵物語・007/消し忘れちゃったライセンス?の巻                        | | タイトルは、映画『007 消されたライセンス』をもじったもの。 |                      |
| 190                  | 10月14日             | おもしろビデオ祭り「天高く馬コケる秋、今夜決定、おもしろビデオNo.1」       | 松本典子 | |                      |
| 191                  | 10月21日             | 君は僕を好きになる・坊や良い子だ恋をしな?の巻                              | 石田ゆり子 | タイトルは、同年に公開された同名映画。から引用 |                      |
| 192                  | 10月28日             | 悪魔が来たりてレレレの霊?の巻                                              | 高木ブー（他局の人気番組の名物キャラで登場）・九重佑三子（初代コメットさん）・久本雅美（これはWAHAHA本舗での霊に取り憑いたネタ）など | |                      |
| 193                  | 11月4日              | 衝撃のドキュメント・愛と欲望の老人天国?の巻                                | | |                      |
| 194                  | 11月11日             | おやすみ保父さん・幼稚園からチョットだけヨ?の巻                            | マルシア・酒井法子 | |                      |
| 195                  | 11月18日             | 狙われたおフロ屋さん・セントー態勢準備OK?の巻                              | 小谷ゆみ・左とん平×・稲川淳二 | オチでは『ドリフ大爆笑』の「威勢のいい銭湯（もしもシリーズ）」が再現され、左とん平が犠牲者に。 |                      |
| 196                  | 11月25日             | カフェバー輪舞曲・酒と女でウップンハラスめんと?の巻                        | | |                      |
| 197                  | 12月2日              | エッ?ケンちゃんに子供?パパをたずねて30分?の巻                              | | タイトルは、フジテレビ系列で放送されたアニメ『母をたずねて三千里』をもじったもの。 |                      |
| 198                  | 12月9日              | おもしろビデオ・年間傑作特集!!「今年最後のビデオベスト1は誰の手に?」       | 小泉今日子 | |                      |
| 199                  | 12月16日             | 200回記念・傑作特集・パートI                                               | | |                      |
| 200                  | 12月23日             | 200回記念・傑作特集・パートII                                              | | 翌週は美空ひばり物語のため休み |                      |

### 1990年
| サブタイトル・ゲスト | サブタイトル・ゲスト | サブタイトル・ゲスト                                                             | サブタイトル・ゲスト                                                                   | サブタイトル・ゲスト | サブタイトル・ゲスト |
| 回                   | 放送日               | サブタイトル                                                                     | ゲスト                                                                                 | 特記事項 |                      |
| -------------------- | -------------------- | -------------------------------------------------------------------------------- | -------------------------------------------------------------------------------------- | --- | -------------------- |
| 201                  | 1月6日               | ソコまでする?加トケン&みどりの美容実験室?の巻                                    | 山本みどり                                                                             | |                      |
| 202                  | 1月13日              | 恐怖・戦慄の新年会─ハーレム・ナイト・クラブ?の巻                                 | 松居直美                                                                               | |                      |
| 203                  | 1月20日              | 感動のファンタジー・大きなタマタマの下で?の巻                                    | 本田理沙・星美里                                                                       | |                      |
| 204                  | 1月27日              | 未来からの招待状・コイツぁ春からウッシッシ?の巻                                  | 細川直美・田村英里子                                                                   | 現在この回は放送ライブラリーで視聴できる。 |                      |
| 205                  | 2月3日               | 白銀の怪・恐怖のスキーツアー・アンタもスキーね?の巻                              | 西村知美                                                                               | |                      |
| 206                  | 2月10日              | 目指せ、白鳥麗子・ド根性引っ越し物語?の巻                                        | 山中すみか・渡辺美奈代                                                                 | |                      |
| 207                  | 2月17日              | おもしろビデオ祭り「サムーい夜をブッ飛ばせ、爆笑・感動のビデオオンパレード」     | 森口博子                                                                               | |                      |
| 208                  | 2月24日              | 絶叫・ミステリー病院へ行こう?の巻                                                | 相川恵里・斉藤慶子・松本伊代                                                           | |                      |
| 209                  | 3月3日               | 超豪華・今夜はグルメ・中国珍品宮廷料理・の巻                                     | 生稲晃子・香田晋                                                                       | |                      |
| 210                  | 3月10日              | 感動の大江戸人情物語─死に神の目にもナミダ?の巻                                   | 小川範子・坂本冬美                                                                     | エロ要素のない感動的なストーリーで、人の寿命を表すロウソクが登場する。ラストで志村がロウソクを継ぎ足しゲストの寿命を延ばす場面で、ドリフのメンバーもロウソクも登場し、高木ブーのロウソクは形がグシャグシャだが加トケン曰く「土台がしっかりしてる」。一方、いかりや長介のロウソクは恐ろしく太く、吹いても火が消えないというオチだった。 |                      |
| 211                  | 3月17日              | 必殺・女のおん念・カメはマンネン?の巻                                            | 根本りつ子・松本典子・城之内早苗                                                       | |                      |
| 212                  | 3月24日              | WANTED・オレ達探偵・なんでそーなるの?の巻                                        | 稲川淳二                                                                               | |                      |
| 213                  | 3月31日              | 史上最強の金持ち対決・笑いのさたも金しだい                                       | 川越美和×・田原俊彦                                                                    | |                      |
| 214                  | 4月7日               | 恐怖・呪いの人面ネズミ・悪夢のハイキングの巻                                     |                                                                                        | 人面ネズミ、ネコヘビ登場。 |                      |
| 215                  | 4月14日              | 大脱走・ヤっちゃんの住む家?の巻                                                  | 高樹澪・山本昌平×・伊藤智恵理                                                          | |                      |
| 216                  | 4月21日              | 春ランマン・日本一周ボロボロツアー?の巻                                          | 田村英里子・田中律子                                                                   | |                      |
| 217                  | 4月28日              | 大パニック・黄金週間記念・イカサマビデオ天国?の巻                                | 高木ブー（居眠り狂四郎役）                                                             | 『SUIKA WARS』では加藤（ダッチャベーダー役）が悪役を演じた。 |                      |
| 218                  | 5月5日               | 悪夢再現・エルム街のフレディ・ついに日本上陸の巻                                 | 北原佐和子（悪夢に魘されるお嬢様役）・ロバート・イングランド（フレディ・クルーガー役） | |                      |
| 219                  | 5月12日              | 秘密の要さい─決死の脱出だから見逃してくれヨ?の巻                                 |                                                                                        | |                      |
| 220                  | 5月19日              | 「ダルマさんがころんだ?のフシギな時計?の巻                                       | 坂本冬美・佐野量子                                                                     | |                      |
| 221                  | 5月26日              | 命がけ・生活向上大作戦・バイトロポリスへようこそ?の巻                            |                                                                                        | |                      |
| 222                  | 6月2日               | 南蛮渡来のフシギな秘薬・スーパーヒーロー突然出現?の巻                            |                                                                                        | |                      |
| 223                  | 6月9日               | そら行け、浪漫尾行─お色気美人妻を追え・の巻                                      |                                                                                        | タイトルは、米米CLUBの楽曲「浪漫飛行」をもじったもの。 |                      |
| 224                  | 6月16日              | 悲恋・哀愁酒場─美子の夢は夜ひらく?の巻                                           |                                                                                        | タイトルは、藤圭子の楽曲「圭子の夢は夜ひらく」をもじったもの。 |                      |
| 225                  | 6月23日              | 恐怖のプレゼント・ヤクザが私にくれたもの?の巻                                    |                                                                                        | |                      |
| 226                  | 6月30日              | ご存じ・てんぷく自動車学校・運転するって本当ですか?の巻                          | 伊東四朗（教官役）                                                                     | タイトルは、ダ・カーポの楽曲「結婚するって本当ですか」をもじったもの。 |                      |
| 227                  | 7月7日               | ケンちゃん涙の回想録・加トちゃんあの日に帰りたい?の巻                            |                                                                                        | |                      |
| 228                  | 7月14日              | 二人の雨の物語─気をつけよう・甘い言葉ともらい酒?の巻                             |                                                                                        | |                      |
| 229                  | 7月21日              | おもしろビデオ祭り「真夏の夜の大笑い・爆笑ビデオ・オンパレード」                 | 中山美穂×・小川範子                                                                    | |                      |
| 230                  | 7月28日              | 千車万別・珍客万来スタンドマンって大ハード?の巻                                  | 小泉今日子                                                                             | タイトルは、映画『ダイ・ハード』をもじったもの。 |                      |
| 231                  | 8月4日               | キョーフのバンパイア天国?夏の美女には気をつけろ、の巻                            |                                                                                        | |                      |
| 232                  | 8月11日              | 総天然色・大自然スペシャル・果てしなき男たちの旅路、の巻                         |                                                                                        | |                      |
| 233                  | 8月18日              | 夏休み・傑作特集・パートI                                                        |                                                                                        | 「悪夢再現・エルム街のフレディ・ついに日本上陸の巻」を再放送。 |                      |
| 234                  | 8月25日              | 夏休み・傑作特集・パートII                                                       |                                                                                        | 「狙われたおフロ屋さん・セントー態勢準備OK?の巻」を再放送。 |                      |
| 234                  | 8月25日              | 夏休み・傑作特集・パートII                                                       |                                                                                        | 「感動の大江戸人情物語─死に神の目にもナミダ?の巻」を再放送。 |                      |
| 235                  | 9月1日               | 大江戸下水道捜査網─失われた生活費を探せ?の巻                                     |                                                                                        | |                      |
| 236                  | 9月8日               | 夜霧の忍びあい・ケンちゃんのホネまで愛して?の巻                                  |                                                                                        | 牡丹燈篭に似たストーリーで、怪談調の作品。白骨姿の女幽霊とのベッドシーンが存在する。 |                      |
| 237                  | 9月15日              | バック・トゥ・ザ5000年前・カトケンアニメ原始時代編                               |                                                                                        | 冒頭とオチ以外はアニメによる作品。 |                      |
| 238                  | 9月22日              | 超迫力大スペクタクル巨編─天井と地下と?の巻                                       | 忍者・酒井法子                                                                         | |                      |
| 休止                 | 9月29日              |                                                                                  |                                                                                        | 中日対阪神の中継のため休止 |                      |
| 239                  | 10月6日              | 探偵物語・それから─転職するって大迷惑!?の巻                                      | 相楽晴子・川越美和                                                                     | |                      |
| 240                  | 10月13日             | ホンキで探偵物語─遺産500億!?相続人をガードせよ!?の巻                             |                                                                                        | |                      |
| 241                  | 10月20日             | 「やってきました実りの秋-面白ビデオも大豊作」                                    | 西田ひかる・立花理佐                                                                   | |                      |
| 242                  | 10月27日             | 兄をたずねて三千里・シゴト探しはフロム江戸!?の巻                                 | 喜多嶋舞・松本典子                                                                     | |                      |
| 243                  | 11月3日              | ケンちゃんフォーリンラブ!?結婚したのはいいけれど!?の巻                           |                                                                                        | |                      |
| 244                  | 11月10日             | クラブ潜入大捜査─あの手この手で犯人をあげろ!?の巻                                | 高樹澪・西村知美                                                                       | |                      |
| 245                  | 11月17日             | 引っこシング・インフェルノ!?仁義なき戦い－そこまでやるか!?の巻                   | 矢崎滋（上の階に引っ越してきた住人役）                                                 | DVDに収録 |                      |
| 246                  | 11月24日             | 女ができた、借金もできた、回る回るよ借金は?の巻                                  | 香坂未幸・森尾由美                                                                     | |                      |
| 247                  | 12月1日              | 加トケン家の戦争、やるかやられるか・無制限一本勝負の巻                           | 酒井法子                                                                               | |                      |
| 248                  | 12月8日              | おもしろビデオ年間傑作特集!!「珠玉の名作勢ぞろい-大爆笑の60分」                  | 荻野目洋子                                                                             | |                      |
| 249                  | 12月15日             | '90年年間傑作特集第1弾                                                           |                                                                                        | 「悪魔が来たりてレレレの霊?の巻」を再放送。 |                      |
| 250                  | 12月22日             | '90年年間傑作特集第2弾                                                           |                                                                                        | 「史上最強の金持ち対決・笑いのさたも金しだい」を再放送。 |                      |
| 251                  | 12月29日             | 超大作・探偵ドラマスペシャル・仕事納めも大さわぎ・ヘンな奥さんに気をつけろ!!の巻 |                                                                                        | |                      |

### 1991年
| サブタイトル・ゲスト | サブタイトル・ゲスト | サブタイトル・ゲスト                                                                               | サブタイトル・ゲスト                  | サブタイトル・ゲスト | サブタイトル・ゲスト |
| 回                   | 放送日               | サブタイトル                                                                                       | ゲスト                                | 特記事項 |                      |
| -------------------- | -------------------- | -------------------------------------------------------------------------------------------------- | ------------------------------------- | --- | -------------------- |
| 252                  | 1月5日               | 探偵ドラマ豪華ゲストお年玉バージョン─喜劇・初夢温泉?の巻                                           | 高木ブー                              | |                      |
| 253                  | 1月12日              | 今夜のおかずは意外にうまい─これ食えワンワン?の巻                                                   | 千堂あきほ                            | |                      |
| 254                  | 1月19日              | ホテルで底抜け大騒動─追いつ追われつアヤヤヤヤ?の巻                                                 | 稲川淳二                              | |                      |
| 255                  | 1月26日              | お昼寝、お弁当、お歌の時間・一日体験保父さん?の巻                                                  | 佐野量子・白石まるみ                  | |                      |
| 256                  | 2月2日               | 加トちゃんケンちゃんおもしろビデオ祭りのため中止                                                   | 工藤静香・立花理佐                    | |                      |
| 257                  | 2月9日               | こんなラーメンが欲しかった、ってか?の巻                                                            | つみきみほ・伊藤智恵理                | |                      |
| 258                  | 2月16日              | 魔物の館・前編─こんなん出ましたけどッ?の巻                                                         | 吉川十和子・西村知美                  | |                      |
| 259                  | 2月23日              | 魔物の館・後編─こんなん出ましたけどッ?の巻                                                         | 忍者                                  | |                      |
| 260                  | 3月2日               | 熊・茶・けんのちちん・ぶいぶいお引っ越し?の巻                                                      | レオナルド熊×・中山美穂×              | |                      |
| 261                  | 3月9日               | 2人ジイさん名探偵─イイ年こいてあにしてるだや?の巻                                                  | 森山祐子                              | |                      |
| 262                  | 3月16日              | 暴走ストレッチャー・こんな災難みたことありません?の巻                                              | 坂本冬美                              | |                      |
| 263                  | 3月23日              | 骨とう品の理想と現実・絵に描いた美女                                                               | 酒井法子                              | |                      |
| 264                  | 3月30日              | スーダラ・ラブ・ストーリー・一目見たコにたちまちホレて?                                            | CoCo・小川範子                        | タイトルは、ハナ肇とクレージーキャッツの「スーダラ節」とフジテレビで放映されたドラマ『東京ラブストーリー』をもじったもの。 |                      |
| 265                  | 4月6日               | 探偵物語・湯けむり編─春の加トケン・温泉グルメ紀行─ンなわけねーだろ?                                | 岡安由美子・衣笠祥雄×・西田ひかる     | |                      |
| 266                  | 4月13日              | 大追跡─それでも家を出ちゃったの?                                                                   | 中村綾                                | |                      |
| 267                  | 4月20日              | 春のミステリー・ドークツ伝説殺人事件                                                               | 田村英里子                            | |                      |
| 268                  | 4月27日              | 緊急指名手配・おとしモノには服がある?                                                              | 香西かおり                            | |                      |
| 269                  | 5月4日               | 加トちゃんケンちゃんおもしろビデオ祭り「大爆笑総数16本・日本一の傑作ビデオここに集合!!」のため中止 | 森口博子                              | |                      |
| 270                  | 5月11日              | 珍日本紀行─加トケン寝台列車の旅                                                                    | ブルース・ブラザーズ×                 | |                      |
| 271                  | 5月18日              | 壮大・歴史ロマン加トケン大抗争史                                                                   | 松本伊代                              | |                      |
| 272                  | 5月25日              | ジイさんのシゴトさがし─フロムジイの巻                                                              | 小泉今日子                            | |                      |
| 273                  | 6月1日               | 爆笑コント千連発、チャルメラ残酷物語─ジイさん銭湯へ行く                                            | 荻野目洋子                            | |                      |
| 274                  | 6月8日               | 愛と青春の?ひっこし─さよなら探偵事務所                                                             | 伊藤智恵理                            | |                      |
| 275                  | 6月15日              | 祝?新装開店─あいさつ回りはゴアイサツ?                                                              |                                       | |                      |
| 276                  | 6月22日              | 開運招福初仕事─美人のガードはタマリません                                                          |                                       | |                      |
| 277                  | 6月29日              | 異常事態宣言発令─加トケン家の梅雨前線攻略法                                                        |                                       | |                      |
| 278                  | 7月6日               | 2人が見た・驚異の霊現象・今夜あなたも?                                                             |                                       | |                      |
| 279                  | 7月13日              | 遺産相続オイシーけれど─渡る世間は鬼ババア?                                                         |                                       | タイトルは、TBS系列で放映されたドラマ『渡る世間は鬼ばかり』をもじったもの。                                                |                      |
| 280                  | 7月20日              | 夏・渚のぷるるんビジョ美女あいらんど                                                               | 小野ヤスシ×・Wink                     | |                      |
| 281                  | 7月27日              | 珠玉の伝説─二人のノスタルジジイ                                                                    | ハナ肇×                               | |                      |
| 282                  | 8月3日               | マリオもびっくり?ピーチ姫とわくわくどーくつランド?                                                 | 西田ひかる                            | |                      |
| 283                  | 8月10日              | 加トちゃんケンちゃんおもしろビデオ祭りのため中止                                                   | 荻野目洋子                            | |                      |
| 284                  | 8月17日              | 夏休み傑作特集PART1                                                                                |                                       | 「仁義なき引っ越し」を再放送。                                                                                             |                      |
| 284                  | 8月17日              | 夏休み傑作特集PART1                                                                                |                                       | 「楽しい?お医者さんごっこ」を再放送。                                                                                      |                      |
| 285                  | 8月24日              | 夏休み傑作特集PART2 あの興奮をもう一度・カメライオンは本当はいいやつだった?                        |                                       | カメライオン登場。 |                      |
| 286                  | 8月31日              | 喜劇・ヒッチハイク─強盗じゃネーか?                                                                 | 地井武男×                             | |                      |
| 287                  | 9月7日               | 満月にほえろ・迷ドライバー誕生物語                                                                 | 可愛かずみ×                           | |                      |
| 288                  | 9月14日              | 霊界・ふしぎ発見・季節はずれのバケモノ騒動                                                         | 渡辺美奈代                            | タイトルは、TBS系列で放映されているバラエティー番組『世界・ふしぎ発見!』をもじったもの。                                   |                      |
| 289                  | 9月21日              | 満点パパ─シングルライフにグッバイ                                                                  | 川島なお美×                           | |                      |
| 290                  | 9月28日              | 行楽の秋・ズッコケ東海道五十二の次─世の中便利になったもンダ                                        | SMAP                                  | 目的地に近付くにつれ時代が逆行するギミックが用いられた。                                                                   |                      |
| 291                  | 10月12日             | 秋のドラマスペシャル・奇妙キテレツ怪物ランド─カメちゃんペッ                                        |                                       | 前週は「もっとあるゾ・世界の遊園地すべてお楽しみ頂きますパート2のため休み                                                  |                      |
| 292                  | 10月19日             | おもいでボロボロ─医者と関取・バブルな夢の物語                                                      | かとうれいこ                          | タイトルは、同年に公開された映画『おもひでぽろぽろ』をもじったもの。                                                       |                      |
| 293                  | 10月26日             | ケンもホロホロ・涙のホステス昔ばなし                                                               | 細川ふみえ・田原俊彦                  | |                      |
| 294                  | 11月2日              | 潜入・外科病棟─怪しい?男をキャッチせよ                                                             | 田村英里子                            | |                      |
| 295                  | 11月9日              | 追ッカケ続くよどこまでも - 加トケン華麗な七変化!                                                   |                                       | DVDに収録 |                      |
| 296                  | 11月16日             | ザ・組長の指─迫りくる指パッチン・ポール牧親分ついに登場                                            | ポール牧（ヤクザの親分役）×・坂本冬美 | |                      |
| 297                  | 11月23日             | 対決・ハチ人の侍vsクモ大王─洋子姫バチ救出大作戦                                                    | 酒井法子・荻野目洋子                  | |                      |
| 298                  | 11月30日             | 今夜・正義が勝つ・ヤッちゃんバスターズ登場                                                         | 早坂あきよ・藤あや子                  | |                      |
| 299                  | 12月7日              | おもしろビデオ年間傑作特集!!「今夜発表!!ビデオの王様・爆笑総決算」                                 |                                       | |                      |
| 300                  | 12月14日             | 探偵ドラマ年末傑作特集第1弾                                                                        |                                       | |                      |
| 301                  | 12月21日             | 探偵ドラマ年末傑作特集第2弾                                                                        |                                       | 翌週は総決算!ザ・ベストテン1991年末スペシャルのため休み                                                                    |                      |

### 1992年
| サブタイトル・ゲスト | サブタイトル・ゲスト | サブタイトル・ゲスト                                                | サブタイトル・ゲスト   | サブタイトル・ゲスト                                                 | サブタイトル・ゲスト |
| 回                   | 放送日               | サブタイトル                                                        | ゲスト                 | 特記事項                                                             |                      |
| -------------------- | -------------------- | ------------------------------------------------------------------- | ---------------------- | -------------------------------------------------------------------- | -------------------- |
| 302                  | 1月11日              | 秘湯─雪の温泉街スペシャル                                           | 荻野目洋子・中條かな子 | 前週は「大爆食!世界を駆けるスーパーグルメ駅伝」のため休み            |                      |
| 303                  | 1月18日              | ものマネ男に気をつけろ─結婚サギに大反撃                             | 栗田貫一・山本ゆか里   |                                                                      |                      |
| 304                  | 1月25日              | 借金がはじまるよ?借金がはじまるよ?ボクはこの手でウソをつく?         |                        | タイトルは、CHAGE&ASKAの楽曲「僕はこの瞳で嘘をつく」をもじったもの。 |                      |
| 305                  | 2月8日               | 爆笑スキー旅行 猛吹雪でグラッ?                                      | 西田ひかる             | 前週は千代の富士スペシャルのため休止                                 |                      |
| 306                  | 2月15日              | 第13回おもしろビデオ祭り                                            | ウィンク               |                                                                      |                      |
| 307                  | 2月22日              | 初公開・日米ギャグ合戦ー裸の銃を持つ男ドレビン警部ついに日本上陸    | レスリー・ニールセン×  |                                                                      |                      |
| 308                  | 2月29日              | 加トケンちづるの爆笑モンジロー登場                                  | 東ちづる・近藤真彦     |                                                                      |                      |
| 309                  | 3月7日               | 仁義なき純愛物語─シャバに出てみりゃシャバダバダ?                    | 石野真子               |                                                                      |                      |
| 310                  | 3月14日              | 最後の大脱走─生死をかけた秘密の要さい                               | 吉川十和子             |                                                                      |                      |
| 311                  | 3月21日              | 6年間傑作総特集①全部見せます・爆笑・激突・恐怖・大ボケ?オンパレード |                        |                                                                      |                      |
| 312                  | 3月28日              | 6年間傑作総特集②ついに最終回・泣いて笑って超豪華ゲスト素顔の総出演  |                        |                                                                      |                      |

- ストーリーは原則として1週完結であり、最後に「THE END」とテロップが表示された。まれに1週で解決ができない場合は1話2週完結のストーリーとなった。1話2週の場合は「来週につづく」とテロップに表示した（このコーナーでは、斜体ゴシックのフォントになっていた）。これらは、本家『探偵物語』のストーリーを意識したことのほか、当時忙しくなっていた志村・加藤やスタッフのスケジュール確保や、他のコーナーの時間増大なども理由である。1990年頃までは、1週でストーリー2話流していた時期もあった。最初の1話は簡素な内容がほとんどであり、2話目になると、先述の「来週につづく」となる場合もあった。

## ゲーム
1987年11月30日にはこのコーナーを題材にした『カトちゃんケンちゃん』というPCエンジン用ゲームソフトがハドソンより発売された。このソフトはドラマ内で2人が遊ぶシーンがあったり、特番で高橋名人をゲストに招いて視聴者代表とハイスコアを競うという企画も行われたほか、おもしろビデオコーナーでの視聴者プレゼント賞品としても登場した。